# Hymenophyllum longifolium
Hymenophyllum longifolium är en hinnbräkenväxtart som beskrevs av Cornelis Rugier Willem Karel van Alderwerelt van Rosenburgh. Hymenophyllum longifolium ingår i släktet Hymenophyllum och familjen Hymenophyllaceae. Inga underarter finns listade.